# LaTeX2HTML
LaTeX2HTML est un logiciel de conversion de documents LaTeX en HTML. Il a été écrit en langage Perl par Nikos Drakos en 1993.
Les éléments trop complexes pour être décrits en HTML, tels que les équations mathématiques, sont intégrés au document sous forme d'images.